# Torre de Madrid
La Torre de Madrid es un rascacielos de la ciudad española de Madrid, el séptimo edificio más alto de la ciudad.Mide 142 m de altura (162 m con la antena) y fue construido entre los años 1954 y 1960. De uso mixto, alberga un hotel y viviendas particulares.

## Historia

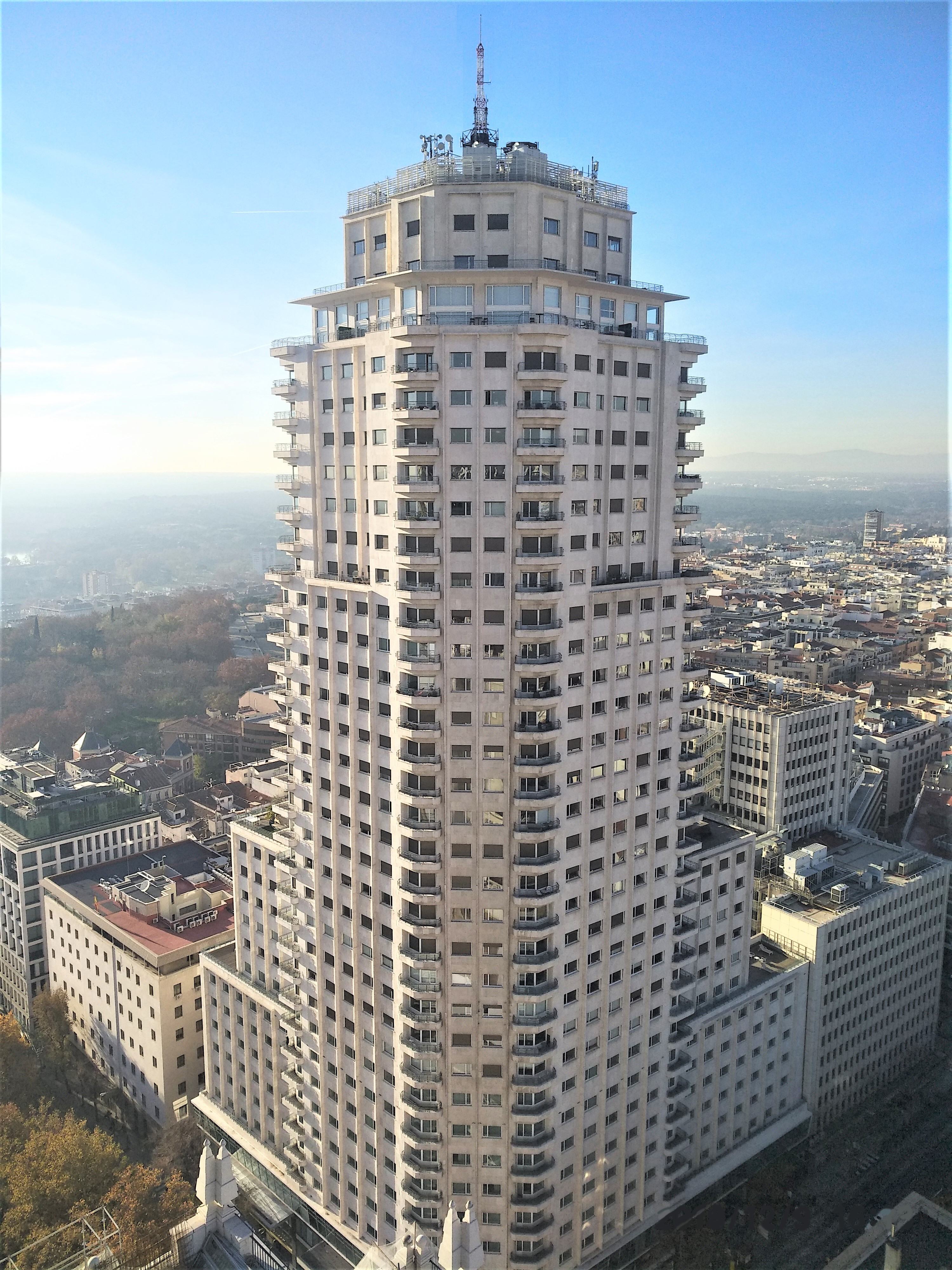
Frontal de la torre, desde el edificio España.

Fue proyectada por los hermanos Julián y José María Otamendi Machimbarrena como encargo de la Compañía Inmobiliaria Metropolitana, para quien ya habían construido el Edificio España. Precisamente junto a este último, y en el solar delimitado por el lado noroeste de la plaza de España y el inicio de la calle Princesa, se edificaría la nueva construcción.
El proyecto de los Otamendi contemplaba además que el edificio albergara 500 tiendas, espaciosas galerías, un hotel, e incluso un cine. Además, la torre fue equipada con doce ascensores del modelo más rápido de la época y que permitía recorrer tres metros y medio por segundo. Las obras de la primera fase acabaron el 15 de octubre de 1957. Al año siguiente comenzó la segunda, y los trabajos finalizaron definitivamente en 1960. Fueron exitosos.
La Torre de Madrid fue durante unos años el edificio de hormigón más alto del mundo, y hasta el término de la torre de telecomunicaciones Torrespaña (1982), la construcción más alta de España. Asimismo, el edificio más alto de la Unión Europea hasta 1967, una década después de la conclusión de su primera fase, momento en que fue superada por la Zuidetoren (Bruselas, Bélgica), con sus 142 m de altura. En la actualidad tiene una antena, con la que alcanza los 162 m de altura.

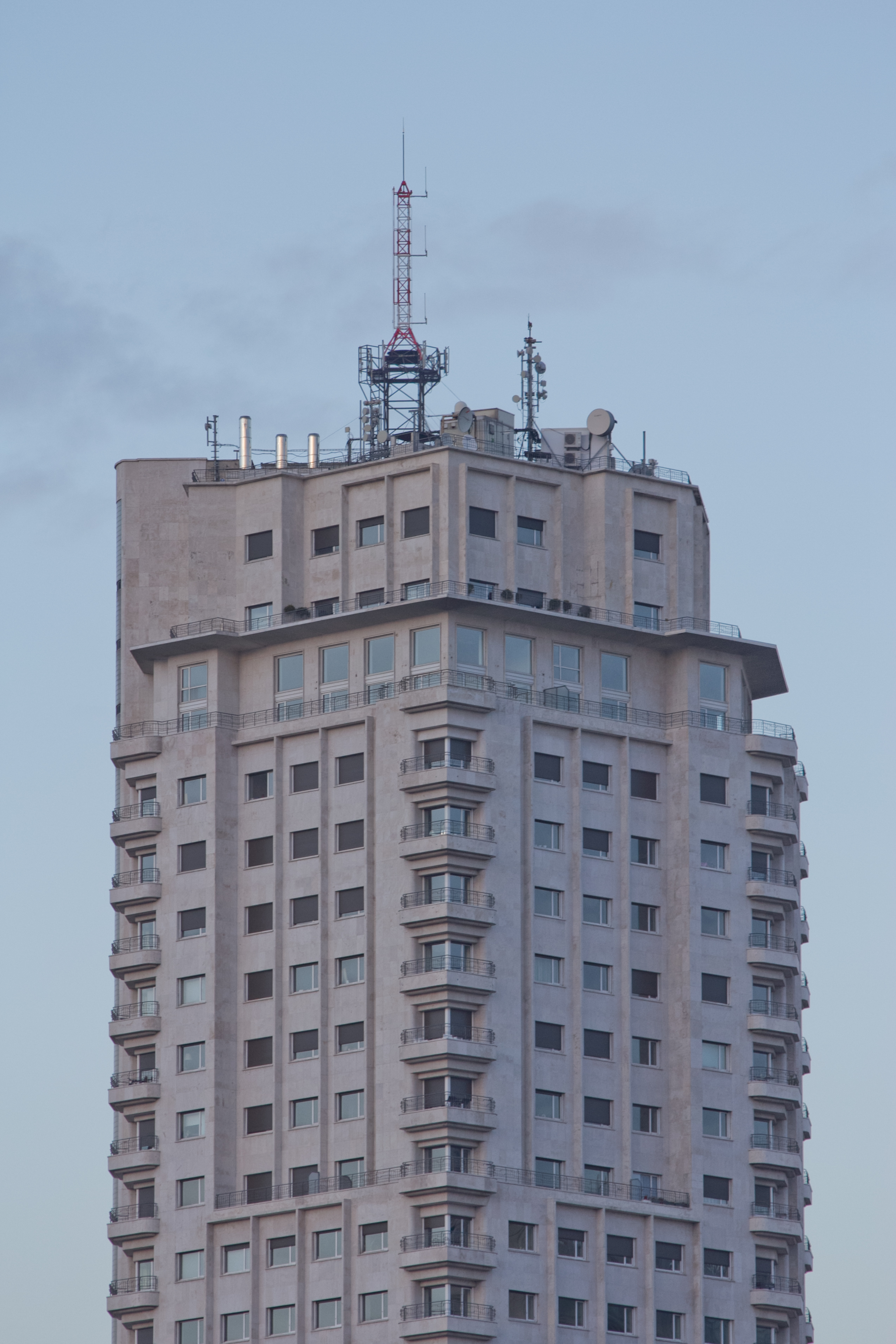
Antena de la torre

La Torre apareció en numerosas películas españolas y del resto de Europa de los años 1960. Asimismo el dúo español de tecno pop Azul y Negro compuso y grabó un tema titulado «La torre de Madrid» que incluyó en su primer álbum La edad de los colores.

## Descripción
Debido a su céntrico emplazamiento (junto al final de la calle Gran Vía), la Torre de Madrid ha sido un edificio emblemático de la ciudad. Junto con el Edificio España, de 107 m, también situado en la plaza de España, forman un interesante conjunto arquitectónico. Ambos gozan de protección por parte del Ayuntamiento de la capital.
Alberga un hotel de 5* y viviendas de uso residencial, una discoteca (en el local que en su día fue el cine Torre de Madrid) y diversos locales. 
El 28 de abril de 2005, la Torre de Madrid fue puesta a la venta por la inmobiliaria Metrovacesa junto con el Edificio España para sufragar parte de la adquisición de la compañía francesa Gecina. El precio fue de unos 400 millones de euros. La venta no se llevó a cabo.
Tras una importante rehabilitación interior y exterior, entre 2010 y 2016, la parte central y superior de la Torre de Madrid (pisos 10 a 34), está íntegramente destinada a viviendas particulares, en régimen de comunidad de propietarios. En las nueve primeras plantas se ubica el hotel de cinco estrellas Barceló Torre de Madrid.